# Copa Libertadores 2005
La Copa Libertadores 2005, denominada por motivos comerciales Copa Toyota Libertadores 2005, fue la cuadragésima sexta edición del torneo de clubes más importante de América del Sur, organizado por la Confederación Sudamericana de Fútbol, en la que participaron equipos de once países: Argentina, Bolivia, Brasil, Chile, Colombia, Ecuador, México, Paraguay, Perú, Uruguay y Venezuela.
El campeón fue São Paulo de Brasil, que logró su tercer título en la competición, luego de vencer a su compatriota Atlético Paranaense en la que fue la primera final en la historia del certamen entre dos equipos de un mismo país. El título le permitió clasificar al Campeonato Mundial de Clubes 2005, y disputar la Recopa Sudamericana 2006 ante Boca Juniors de Argentina. Clasificó, también, a la segunda fase de la Copa Libertadores 2006.

## Formato
Nuevamente, se volvió a modificar el sistema de disputa del certamen, esta vez de manera definitiva. Para ello, se establecieron 5 cupos para Argentina y Brasil, y 3 para el resto de las asociaciones —incluido México, que hasta entonces contaba sólo con 2 plazas—. Esto, sumado al cupo extra que obtenía de manera automática el campeón vigente, determinaba un total de 38 participantes.
Se instituyó una primera fase, compuesta por 12 equipos —los 2 últimos cupos del país del campeón vigente, y el último cupo de cada uno de los restantes países—, en la cual se establecieron seis llaves. Cada una tuvo a su respectivo ganador, que accedió a la segunda fase, a la que ya se encontraban clasificados los restantes 26 equipos, constituyéndose así ocho grupos de 4 equipos. Los dos primeros de cada zona pasaron a las fases finales, disputadas bajo el sistema de eliminación directa y compuestas por los octavos de final, los cuartos de final, las semifinales y la final, en la que se declaró al campeón.
Desde esta edición en adelante, rigió la regla del gol de visitante en las instancias de eliminación directa —primera fase y fases finales—, criterio que hasta entonces sólo había sido utilizado en la Copa Libertadores 1988.
|                            |                            | Equipos que entran en esta fase | Equipos que provienen de la fase anterior                                       |
| -------------------------- | -------------------------- | --- | ------------------------------------------------------------------------------- |
| Primera fase (12 equipos)  | Primera fase (12 equipos)  | - 1 equipo de Argentina, Bolivia, Brasil, Chile, Colombia, Ecuador, México, Paraguay, Perú, Uruguay y Venezuela - 1 equipo extra del país del campeón vigente |                                                                                 |
| Segunda fase (32 equipos)  | Segunda fase (32 equipos)  | - 4 equipos de Argentina y Brasil - 2 equipos de Bolivia, Chile, Colombia, Ecuador, México, Paraguay, Perú, Uruguay y Venezuela                               | - 6 equipos clasificados de la Primera fase                                     |
| Fases finales (16 equipos) | Fases finales (16 equipos) | | - 8 equipos primeros de la Segunda fase - 8 equipos segundos de la Segunda fase |

## Equipos participantes
En cursiva los equipos debutantes en el torneo.
| País                               | Equipo                                                     | Vía de clasificación |
| ---------------------------------- | ---------------------------------------------------------- | --- |
| Argentina 5 cupos                  | Boca Juniors River Plate Banfield San Lorenzo Quilmes      | Campeón del Torneo Apertura 2003 Campeón del Torneo Clausura 2004 Mejor equipo ubicado en la tabla de posiciones del Campeonato de Primera División 2003-04 2.º mejor equipo ubicado en la tabla de posiciones del Campeonato de Primera División 2003-04 3.º mejor equipo ubicado en la tabla de posiciones del Campeonato de Primera División 2003-04 |
| Bolivia 3 cupos                    | Bolívar The Strongest Oriente Petrolero                    | Campeón del Torneo Apertura 2004 Campeón del Torneo Clausura 2004 Ganador de la serie de partidos entre los subcampeones de los torneos Apertura 2004 y Clausura 2004 |
| Brasil 5 cupos                     | Santo André Santos Atlético Paranaense São Paulo Palmeiras | Campeón de la Copa de Brasil 2004 Campeón del Campeonato Brasileño de 2004 2.º puesto del Campeonato Brasileño de 2004 3.º puesto del Campeonato Brasileño de 2004 4.º puesto del Campeonato Brasileño de 2004 |
| Chile 3 cupos                      | Universidad de Chile Cobreloa Colo-Colo                    | Campeón del Torneo Apertura 2004 Campeón del Torneo Clausura 2004 Mejor equipo ubicado en la tabla acumulada de las fases clasificatorias de los torneos Apertura 2004 y Clausura 2004 |
| Colombia 3 cupos + campeón vigente | Once Caldas Independiente Medellín Junior América de Cali  | Campeón de la Copa Libertadores 2004 Campeón del Torneo Apertura 2004 Campeón del Torneo Finalización 2004 Mejor equipo ubicado en la Reclasificación 2004 |
| Ecuador 3 cupos                    | Deportivo Cuenca Olmedo Liga de Quito                      | Campeón del Campeonato Ecuatoriano de 2004 Subcampeón del Campeonato Ecuatoriano de 2004 3.º puesto de la Liguilla Final del Campeonato Ecuatoriano de 2004 |
| México 3 invitados                 | Pachuca Tigres Guadalajara                                 | Ganador de la final entre los campeones del Torneo Apertura 2003 y del Torneo Clausura 2003 Campeón de la InterLiga 2005 Ganador de la segunda final de la InterLiga 2005 |
| Paraguay 3 cupos                   | Cerro Porteño Libertad Tacuary                             | Campeón del Campeonato Paraguayo de 2004 Mejor equipo ubicado en la tabla acumulada del Campeonato Paraguayo de 2004 2.º mejor equipo ubicado en la tabla acumulada del Campeonato Paraguayo de 2004 |
| Perú 3 cupos                       | Alianza Lima Sporting Cristal Cienciano                    | Campeón del Campeonato Descentralizado 2004 Subcampeón del Campeonato Descentralizado 2004 Mejor equipo ubicado en la tabla acumulada del Campeonato Descentralizado 2004 |
| Uruguay 3 cupos                    | Danubio Nacional Peñarol                                   | Campeón del Campeonato Uruguayo de 2004 Subcampeón del Campeonato Uruguayo de 2004 Ganador de la Liguilla Pre-Libertadores de América de 2004 |
| Venezuela 3 cupos                  | Caracas Deportivo Táchira Mineros de Guayana               | Campeón de la Primera División Venezolana 2003-04 Mejor equipo ubicado en la tabla acumulada de la Primera División Venezolana 2003-04 2.º mejor equipo ubicado en la tabla acumulada de la Primera División Venezolana 2003-04 |

### Distribución geográfica de los equipos
Distribución geográfica de las sedes de los equipos participantes:

## Sorteo
El sorteo se realizó el 2 de diciembre de 2004 en la sede de la Confederación.

### Participantes de la Primera fase
| Participantes |                                                                                    |
| --- | ---------------------------------------------------------------------------------- |
| \| - Quilmes - Oriente Petrolero - Palmeiras - Colo-Colo - Junior - América de Cali \| - Liga de Quito - Guadalajara - Tacuary - Cienciano - Peñarol - Mineros de Guayana \| |                                                                                    |
| - Quilmes - Oriente Petrolero - Palmeiras - Colo-Colo - Junior - América de Cali                                                                                             | - Liga de Quito - Guadalajara - Tacuary - Cienciano - Peñarol - Mineros de Guayana |

### Bolilleros de la Segunda fase
| Bombo 1 | Bombo 2 | Bombo 3 | Bombo 4                                                                                    |
| --- | --- | --- | ------------------------------------------------------------------------------------------ |
| - Boca Juniors - River Plate - Banfield - San Lorenzo - Santo André - Santos - Atlético Paranaense - São Paulo | - Bolívar - The Strongest - Once Caldas - Independiente Medellín - Deportivo Cuenca - Olmedo - Caracas - Deportivo Táchira | - Universidad de Chile - Cobreloa - Cerro Porteño - Libertad - Alianza Lima - Sporting Cristal - Danubio - Nacional | - Pachuca - Tigres - Ganador A - Ganador B - Ganador C - Ganador D - Ganador E - Ganador F |

## Primera fase
| Fechas            | Local en la ida    | Global | Local en la vuelta | Ida | Vuelta | Llave     |
| ----------------- | ------------------ | ------ | ------------------ | --- | ------ | --------- |
| 1 y 8 de febrero  | Mineros de Guayana | 1:5    | América de Cali    | 0:2 | 1:3    | Ganador A |
| 2 y 9 de febrero  | Guadalajara        | 8:2    | Cienciano          | 3:1 | 5:1    | Ganador B |
| 1 y 8 de febrero  | (v.) Quilmes       | 2:2    | Colo-Colo          | 0:0 | 2:2    | Ganador C |
| 2 y 9 de febrero  | Tacuary            | 2:4    | Palmeiras          | 2:2 | 0:2    | Ganador D |
| 3 y 10 de febrero | Junior             | 5:2    | Oriente Petrolero  | 2:1 | 3:1    | Ganador E |
| 3 y 10 de febrero | (v.) Liga de Quito | 4:4    | Peñarol            | 3:0 | 1:4    | Ganador F |

## Segunda fase

### Grupo 1
| Equipo                 | Pts. | PJ | PG | PE | PP | GF | GC | DG |
| ---------------------- | ---- | -- | -- | -- | -- | -- | -- | -- |
| Independiente Medellín | 10   | 6  | 3  | 1  | 2  | 14 | 8  | 6  |
| Atlético Paranaense    | 10   | 6  | 3  | 1  | 2  | 8  | 11 | –3 |
| América de Cali        | 9    | 6  | 3  | 0  | 3  | 7  | 7  | 0  |
| Libertad               | 6    | 6  | 2  | 0  | 4  | 8  | 11 | –3 |

| \| Fecha \| Lugar \| Local \| Resultado \| Visitante \| \| ------------- \| -------- \| ---------------------- \| --------- \| ---------------------- \| \| 15 de febrero \| Medellín \| Independiente Medellín \| 2:2 \| Atlético Paranaense \| \| 17 de febrero \| Asunción \| Libertad \| 1:2 \| América de Cali \| \| 22 de febrero \| Cali \| América de Cali \| 1:0 \| Independiente Medellín \| \| 1 de marzo \| Curitiba \| Atlético Paranaense \| 1:0 \| Libertad \| \| 8 de marzo \| Asunción \| Libertad \| 3:2 \| Independiente Medellín \| \| 10 de marzo \| Cali \| América de Cali \| 3:1 \| Atlético Paranaense \| \| 17 de marzo \| Medellín \| Independiente Medellín \| 4:2 \| Libertad \| \| 14 de abril \| Curitiba \| Atlético Paranaense \| 2:1 \| América de Cali \| \| 20 de abril \| Asunción \| Libertad \| 1:2 \| Atlético Paranaense \| \| 26 de abril \| Medellín \| Independiente Medellín \| 2:0 \| América de Cali \| \| 10 de mayo \| Cali \| América de Cali \| 0:1 \| Libertad \| \| 10 de mayo \| Curitiba \| Atlético Paranaense \| 0:4 \| Independiente Medellín \| |          |                        |           |                        |
| Fecha | Lugar    | Local                  | Resultado | Visitante              |
| 15 de febrero | Medellín | Independiente Medellín | 2:2       | Atlético Paranaense    |
| 17 de febrero | Asunción | Libertad               | 1:2       | América de Cali        |
| 22 de febrero | Cali     | América de Cali        | 1:0       | Independiente Medellín |
| 1 de marzo | Curitiba | Atlético Paranaense    | 1:0       | Libertad               |
| 8 de marzo | Asunción | Libertad               | 3:2       | Independiente Medellín |
| 10 de marzo | Cali     | América de Cali        | 3:1       | Atlético Paranaense    |
| 17 de marzo | Medellín | Independiente Medellín | 4:2       | Libertad               |
| 14 de abril | Curitiba | Atlético Paranaense    | 2:1       | América de Cali        |
| 20 de abril | Asunción | Libertad               | 1:2       | Atlético Paranaense    |
| 26 de abril | Medellín | Independiente Medellín | 2:0       | América de Cali        |
| 10 de mayo | Cali     | América de Cali        | 0:1       | Libertad               |
| 10 de mayo | Curitiba | Atlético Paranaense    | 0:4       | Independiente Medellín |

### Grupo 2
| Equipo        | Pts. | PJ | PG | PE | PP | GF | GC | DG |
| ------------- | ---- | -- | -- | -- | -- | -- | -- | -- |
| Santos        | 12   | 6  | 4  | 0  | 2  | 18 | 10 | 8  |
| Liga de Quito | 8    | 6  | 2  | 2  | 2  | 7  | 10 | –3 |
| Danubio       | 7    | 6  | 2  | 1  | 3  | 9  | 8  | 1  |
| Bolívar       | 7    | 6  | 2  | 1  | 3  | 8  | 14 | –6 |

| \| Fecha \| Lugar \| Local \| Resultado \| Visitante \| \| ------------- \| ---------- \| ------------- \| --------- \| ------------- \| \| 16 de febrero \| La Paz \| Bolívar \| 4:3 \| Santos \| \| 24 de febrero \| Montevideo \| Danubio \| 3:0 \| Liga de Quito \| \| 3 de marzo \| Santos \| Santos \| 3:2 \| Danubio \| \| 8 de marzo \| Quito \| Liga de Quito \| 1:0 \| Bolívar \| \| 15 de marzo \| Montevideo \| Danubio \| 2:0 \| Bolívar \| \| 17 de marzo \| Quito \| Liga de Quito \| 2:1 \| Santos \| \| 6 de abril \| Santos \| Santos \| 3:1 \| Liga de Quito \| \| 12 de abril \| La Paz \| Bolívar \| 2:0 \| Danubio \| \| 20 de abril \| Montevideo \| Danubio \| 1:2 \| Santos \| \| 27 de abril \| La Paz \| Bolívar \| 2:2 \| Liga de Quito \| \| 11 de mayo \| Quito \| Liga de Quito \| 1:1 \| Danubio \| \| 11 de mayo \| Santos \| Santos \| 6:0 \| Bolívar \| |            |               |           |               |
| Fecha | Lugar      | Local         | Resultado | Visitante     |
| 16 de febrero | La Paz     | Bolívar       | 4:3       | Santos        |
| 24 de febrero | Montevideo | Danubio       | 3:0       | Liga de Quito |
| 3 de marzo | Santos     | Santos        | 3:2       | Danubio       |
| 8 de marzo | Quito      | Liga de Quito | 1:0       | Bolívar       |
| 15 de marzo | Montevideo | Danubio       | 2:0       | Bolívar       |
| 17 de marzo | Quito      | Liga de Quito | 2:1       | Santos        |
| 6 de abril | Santos     | Santos        | 3:1       | Liga de Quito |
| 12 de abril | La Paz     | Bolívar       | 2:0       | Danubio       |
| 20 de abril | Montevideo | Danubio       | 1:2       | Santos        |
| 27 de abril | La Paz     | Bolívar       | 2:2       | Liga de Quito |
| 11 de mayo | Quito      | Liga de Quito | 1:1       | Danubio       |
| 11 de mayo | Santos     | Santos        | 6:0       | Bolívar       |

### Grupo 3
| Equipo               | Pts. | PJ | PG | PE | PP | GF | GC | DG |
| -------------------- | ---- | -- | -- | -- | -- | -- | -- | -- |
| São Paulo            | 12   | 6  | 3  | 3  | 0  | 16 | 9  | 7  |
| Universidad de Chile | 9    | 6  | 2  | 3  | 1  | 9  | 9  | 0  |
| Quilmes              | 5    | 6  | 1  | 2  | 3  | 8  | 11 | –3 |
| The Strongest        | 5    | 6  | 1  | 2  | 3  | 6  | 10 | –4 |

| \| Fecha \| Lugar \| Local \| Resultado \| Visitante \| \| ------------- \| --------- \| -------------------- \| --------- \| -------------------- \| \| 22 de febrero \| Santiago \| Universidad de Chile \| 3:2 \| Quilmes \| \| 3 de marzo \| La Paz \| The Strongest \| 3:3 \| São Paulo \| \| 9 de marzo \| São Paulo \| São Paulo \| 4:2 \| Universidad de Chile \| \| 10 de marzo \| Quilmes \| Quilmes \| 1:0 \| The Strongest \| \| 15 de marzo \| Santiago \| Universidad de Chile \| 2:1 \| The Strongest \| \| 16 de marzo \| Quilmes \| Quilmes \| 2:2 \| São Paulo \| \| 13 de abril \| La Paz \| The Strongest \| 0:0 \| Universidad de Chile \| \| 13 de abril \| São Paulo \| São Paulo \| 3:1 \| Quilmes \| \| 21 de abril \| Santiago \| Universidad de Chile \| 1:1 \| São Paulo \| \| 28 de abril \| La Paz \| The Strongest \| 2:1 \| Quilmes \| \| 11 de mayo \| São Paulo \| São Paulo \| 3:0 \| The Strongest \| \| 11 de mayo \| Quilmes \| Quilmes \| 1:1 \| Universidad de Chile \| |           |                      |           |                      |
| Fecha | Lugar     | Local                | Resultado | Visitante            |
| 22 de febrero | Santiago  | Universidad de Chile | 3:2       | Quilmes              |
| 3 de marzo | La Paz    | The Strongest        | 3:3       | São Paulo            |
| 9 de marzo | São Paulo | São Paulo            | 4:2       | Universidad de Chile |
| 10 de marzo | Quilmes   | Quilmes              | 1:0       | The Strongest        |
| 15 de marzo | Santiago  | Universidad de Chile | 2:1       | The Strongest        |
| 16 de marzo | Quilmes   | Quilmes              | 2:2       | São Paulo            |
| 13 de abril | La Paz    | The Strongest        | 0:0       | Universidad de Chile |
| 13 de abril | São Paulo | São Paulo            | 3:1       | Quilmes              |
| 21 de abril | Santiago  | Universidad de Chile | 1:1       | São Paulo            |
| 28 de abril | La Paz    | The Strongest        | 2:1       | Quilmes              |
| 11 de mayo | São Paulo | São Paulo            | 3:0       | The Strongest        |
| 11 de mayo | Quilmes   | Quilmes              | 1:1       | Universidad de Chile |

### Grupo 4
| Equipo            | Pts. | PJ | PG | PE | PP | GF | GC | DG  |
| ----------------- | ---- | -- | -- | -- | -- | -- | -- | --- |
| Cerro Porteño     | 12   | 6  | 3  | 3  | 0  | 10 | 4  | 6   |
| Palmeiras         | 9    | 6  | 2  | 3  | 1  | 8  | 5  | 3   |
| Santo André       | 8    | 6  | 2  | 2  | 2  | 11 | 6  | 5   |
| Deportivo Táchira | 3    | 6  | 1  | 0  | 5  | 3  | 17 | –14 |

| \| Fecha \| Lugar \| Local \| Resultado \| Visitante \| \| ----------- \| ------------- \| ----------------- \| --------- \| ----------------- \| \| 2 de marzo \| San Cristóbal \| Deportivo Táchira \| 1:0 \| Santo André \| \| 2 de marzo \| Asunción \| Cerro Porteño \| 1:1 \| Palmeiras \| \| 10 de marzo \| Santo André \| Santo André \| 2:2 \| Cerro Porteño \| \| 10 de marzo \| São Paulo \| Palmeiras \| 3:0 \| Deportivo Táchira \| \| 16 de marzo \| São Paulo \| Palmeiras \| 1:1 \| Santo André \| \| 7 de abril \| Asunción \| Cerro Porteño \| 3:1 \| Deportivo Táchira \| \| 19 de abril \| San Cristóbal \| Deportivo Táchira \| 0:3 \| Cerro Porteño \| \| 19 de abril \| Santo André \| Santo André \| 2:1 \| Palmeiras \| \| 28 de abril \| Asunción \| Cerro Porteño \| 1:0 \| Santo André \| \| 4 de mayo \| San Cristóbal \| Deportivo Táchira \| 1:2 \| Palmeiras \| \| 12 de mayo \| Santo André \| Santo André \| 6:0 \| Deportivo Táchira \| \| 12 de mayo \| São Paulo \| Palmeiras \| 0:0 \| Cerro Porteño \| |               |                   |           |                   |
| Fecha | Lugar         | Local             | Resultado | Visitante         |
| 2 de marzo | San Cristóbal | Deportivo Táchira | 1:0       | Santo André       |
| 2 de marzo | Asunción      | Cerro Porteño     | 1:1       | Palmeiras         |
| 10 de marzo | Santo André   | Santo André       | 2:2       | Cerro Porteño     |
| 10 de marzo | São Paulo     | Palmeiras         | 3:0       | Deportivo Táchira |
| 16 de marzo | São Paulo     | Palmeiras         | 1:1       | Santo André       |
| 7 de abril | Asunción      | Cerro Porteño     | 3:1       | Deportivo Táchira |
| 19 de abril | San Cristóbal | Deportivo Táchira | 0:3       | Cerro Porteño     |
| 19 de abril | Santo André   | Santo André       | 2:1       | Palmeiras         |
| 28 de abril | Asunción      | Cerro Porteño     | 1:0       | Santo André       |
| 4 de mayo | San Cristóbal | Deportivo Táchira | 1:2       | Palmeiras         |
| 12 de mayo | Santo André   | Santo André       | 6:0       | Deportivo Táchira |
| 12 de mayo | São Paulo     | Palmeiras         | 0:0       | Cerro Porteño     |

### Grupo 5
| Equipo      | Pts. | PJ | PG | PE | PP | GF | GC | DG |
| ----------- | ---- | -- | -- | -- | -- | -- | -- | -- |
| River Plate | 16   | 6  | 5  | 1  | 0  | 12 | 5  | 7  |
| Junior      | 9    | 6  | 3  | 0  | 3  | 8  | 9  | –1 |
| Olmedo      | 7    | 6  | 2  | 1  | 3  | 10 | 11 | –1 |
| Nacional    | 3    | 6  | 1  | 0  | 5  | 7  | 12 | –5 |

| \| Fecha \| Lugar \| Local \| Resultado \| Visitante \| \| ------------- \| ------------ \| ----------- \| --------- \| ----------- \| \| 15 de febrero \| Montevideo \| Nacional \| 0:1 \| Junior \| \| 23 de febrero \| Riobamba \| Olmedo \| 2:3 \| River Plate \| \| 1 de marzo \| Barranquilla \| Junior \| 2:0 \| Olmedo \| \| 3 de marzo \| Buenos Aires \| River Plate \| 1:0 \| Nacional \| \| 16 de marzo \| Montevideo \| Nacional \| 1:2 \| Olmedo \| \| 17 de marzo \| Barranquilla \| Junior \| 0:2 \| River Plate \| \| 7 de abril \| Buenos Aires \| River Plate \| 2:1 \| Junior \| \| 7 de abril \| Riobamba \| Olmedo \| 2:3 \| Nacional \| \| 19 de abril \| Riobamba \| Olmedo \| 3:1 \| Junior \| \| 21 de abril \| Montevideo \| Nacional \| 1:3 \| River Plate \| \| 3 de mayo \| Barranquilla \| Junior \| 3:2 \| Nacional \| \| 3 de mayo \| Buenos Aires \| River Plate \| 1:1 \| Olmedo \| |              |             |           |             |
| Fecha | Lugar        | Local       | Resultado | Visitante   |
| 15 de febrero | Montevideo   | Nacional    | 0:1       | Junior      |
| 23 de febrero | Riobamba     | Olmedo      | 2:3       | River Plate |
| 1 de marzo | Barranquilla | Junior      | 2:0       | Olmedo      |
| 3 de marzo | Buenos Aires | River Plate | 1:0       | Nacional    |
| 16 de marzo | Montevideo   | Nacional    | 1:2       | Olmedo      |
| 17 de marzo | Barranquilla | Junior      | 0:2       | River Plate |
| 7 de abril | Buenos Aires | River Plate | 2:1       | Junior      |
| 7 de abril | Riobamba     | Olmedo      | 2:3       | Nacional    |
| 19 de abril | Riobamba     | Olmedo      | 3:1       | Junior      |
| 21 de abril | Montevideo   | Nacional    | 1:3       | River Plate |
| 3 de mayo | Barranquilla | Junior      | 3:2       | Nacional    |
| 3 de mayo | Buenos Aires | River Plate | 1:1       | Olmedo      |

### Grupo 6
| Equipo       | Pts. | PJ | PG | PE | PP | GF | GC | DG |
| ------------ | ---- | -- | -- | -- | -- | -- | -- | -- |
| Tigres       | 12   | 6  | 3  | 3  | 0  | 13 | 5  | 8  |
| Banfield     | 11   | 6  | 3  | 2  | 1  | 10 | 9  | 1  |
| Alianza Lima | 5    | 6  | 1  | 2  | 3  | 4  | 7  | –3 |
| Caracas      | 4    | 6  | 1  | 1  | 4  | 8  | 14 | –6 |

| \| Fecha \| Lugar \| Local \| Resultado \| Visitante \| \| ------------- \| --------- \| ------------ \| --------- \| ------------ \| \| 15 de febrero \| Lima \| Alianza Lima \| 0:0 \| Tigres \| \| 17 de febrero \| Caracas \| Caracas \| 1:1 \| Banfield \| \| 23 de febrero \| Banfield \| Banfield \| 3:2 \| Alianza Lima \| \| 23 de febrero \| Monterrey \| Tigres \| 3:1 \| Caracas \| \| 1 de marzo \| Lima \| Alianza Lima \| 2:1 \| Caracas \| \| 15 de marzo \| Monterrey \| Tigres \| 2:2 \| Banfield \| \| 5 de abril \| Caracas \| Caracas \| 2:0 \| Alianza Lima \| \| 6 de abril \| Banfield \| Banfield \| 0:3 \| Tigres \| \| 12 de abril \| Lima \| Alianza Lima \| 0:1 \| Banfield \| \| 13 de abril \| Caracas \| Caracas \| 2:5 \| Tigres \| \| 3 de mayo \| Monterrey \| Tigres \| 0:0 \| Alianza Lima \| \| 3 de mayo \| Banfield \| Banfield \| 3:1 \| Caracas \| |           |              |           |              |
| Fecha | Lugar     | Local        | Resultado | Visitante    |
| 15 de febrero | Lima      | Alianza Lima | 0:0       | Tigres       |
| 17 de febrero | Caracas   | Caracas      | 1:1       | Banfield     |
| 23 de febrero | Banfield  | Banfield     | 3:2       | Alianza Lima |
| 23 de febrero | Monterrey | Tigres       | 3:1       | Caracas      |
| 1 de marzo | Lima      | Alianza Lima | 2:1       | Caracas      |
| 15 de marzo | Monterrey | Tigres       | 2:2       | Banfield     |
| 5 de abril | Caracas   | Caracas      | 2:0       | Alianza Lima |
| 6 de abril | Banfield  | Banfield     | 0:3       | Tigres       |
| 12 de abril | Lima      | Alianza Lima | 0:1       | Banfield     |
| 13 de abril | Caracas   | Caracas      | 2:5       | Tigres       |
| 3 de mayo | Monterrey | Tigres       | 0:0       | Alianza Lima |
| 3 de mayo | Banfield  | Banfield     | 3:1       | Caracas      |

### Grupo 7
| Equipo      | Pts. | PJ | PG | PE | PP | GF | GC | DG |
| ----------- | ---- | -- | -- | -- | -- | -- | -- | -- |
| Guadalajara | 11   | 6  | 3  | 2  | 1  | 10 | 7  | 3  |
| Once Caldas | 9    | 6  | 2  | 3  | 1  | 6  | 4  | 2  |
| Cobreloa    | 8    | 6  | 2  | 2  | 2  | 6  | 7  | –1 |
| San Lorenzo | 3    | 6  | 0  | 3  | 3  | 1  | 5  | –4 |

| \| Fecha \| Lugar \| Local \| Resultado \| Visitante \| \| ------------- \| ------------ \| ----------- \| --------- \| ----------- \| \| 16 de febrero \| Calama \| Cobreloa \| 1:3 \| Guadalajara \| \| 24 de febrero \| Manizales \| Once Caldas \| 0:0 \| San Lorenzo \| \| 2 de marzo \| Guadalajara \| Guadalajara \| 0:0 \| Once Caldas \| \| 9 de marzo \| Buenos Aires \| San Lorenzo \| 0:0 \| Cobreloa \| \| 22 de marzo \| Calama \| Cobreloa \| 2:1 \| Once Caldas \| \| 23 de marzo \| Guadalajara \| Guadalajara \| 2:1 \| San Lorenzo \| \| 5 de abril \| Buenos Aires \| San Lorenzo \| 0:0 \| Guadalajara \| \| 5 de abril \| Manizales \| Once Caldas \| 0:0 \| Cobreloa \| \| 12 de abril \| Manizales \| Once Caldas \| 4:2 \| Guadalajara \| \| 26 de abril \| Calama \| Cobreloa \| 2:0 \| San Lorenzo \| \| 5 de mayo \| Guadalajara \| Guadalajara \| 3:1 \| Cobreloa \| \| 5 de mayo \| Buenos Aires \| San Lorenzo \| 0:1 \| Once Caldas \| |              |             |           |             |
| Fecha | Lugar        | Local       | Resultado | Visitante   |
| 16 de febrero | Calama       | Cobreloa    | 1:3       | Guadalajara |
| 24 de febrero | Manizales    | Once Caldas | 0:0       | San Lorenzo |
| 2 de marzo | Guadalajara  | Guadalajara | 0:0       | Once Caldas |
| 9 de marzo | Buenos Aires | San Lorenzo | 0:0       | Cobreloa    |
| 22 de marzo | Calama       | Cobreloa    | 2:1       | Once Caldas |
| 23 de marzo | Guadalajara  | Guadalajara | 2:1       | San Lorenzo |
| 5 de abril | Buenos Aires | San Lorenzo | 0:0       | Guadalajara |
| 5 de abril | Manizales    | Once Caldas | 0:0       | Cobreloa    |
| 12 de abril | Manizales    | Once Caldas | 4:2       | Guadalajara |
| 26 de abril | Calama       | Cobreloa    | 2:0       | San Lorenzo |
| 5 de mayo | Guadalajara  | Guadalajara | 3:1       | Cobreloa    |
| 5 de mayo | Buenos Aires | San Lorenzo | 0:1       | Once Caldas |

### Grupo 8
| Equipo           | Pts. | PJ | PG | PE | PP | GF | GC | DG |
| ---------------- | ---- | -- | -- | -- | -- | -- | -- | -- |
| Boca Juniors     | 13   | 6  | 4  | 1  | 1  | 14 | 3  | 11 |
| Pachuca          | 10   | 6  | 3  | 1  | 2  | 8  | 9  | –1 |
| Sporting Cristal | 7    | 6  | 2  | 1  | 3  | 5  | 10 | –5 |
| Deportivo Cuenca | 3    | 6  | 0  | 3  | 3  | 4  | 9  | –5 |

| \| Fecha \| Lugar \| Local \| Resultado \| Visitante \| \| ------------- \| ------------ \| ---------------- \| --------- \| ---------------- \| \| 16 de febrero \| Lima \| Sporting Cristal \| 2:0 \| Pachuca \| \| 17 de febrero \| Cuenca \| Deportivo Cuenca \| 0:0 \| Boca Juniors \| \| 24 de febrero \| Pachuca \| Pachuca \| 2:1 \| Deportivo Cuenca \| \| 2 de marzo \| Buenos Aires \| Boca Juniors \| 3:0 \| Sporting Cristal \| \| 8 de marzo \| Lima \| Sporting Cristal \| 1:0 \| Deportivo Cuenca \| \| 16 de marzo \| Pachuca \| Pachuca \| 3:1 \| Boca Juniors \| \| 6 de abril \| Buenos Aires \| Boca Juniors \| 4:0 \| Pachuca \| \| 14 de abril \| Cuenca \| Deportivo Cuenca \| 2:2 \| Sporting Cristal \| \| 27 de abril \| Lima \| Sporting Cristal \| 0:3 \| Boca Juniors \| \| 27 de abril \| Cuenca \| Deportivo Cuenca \| 1:1 \| Pachuca \| \| 4 de mayo \| Pachuca \| Pachuca \| 2:0 \| Sporting Cristal \| \| 4 de mayo \| Buenos Aires \| Boca Juniors \| 3:0 \| Deportivo Cuenca \| |              |                  |           |                  |
| Fecha | Lugar        | Local            | Resultado | Visitante        |
| 16 de febrero | Lima         | Sporting Cristal | 2:0       | Pachuca          |
| 17 de febrero | Cuenca       | Deportivo Cuenca | 0:0       | Boca Juniors     |
| 24 de febrero | Pachuca      | Pachuca          | 2:1       | Deportivo Cuenca |
| 2 de marzo | Buenos Aires | Boca Juniors     | 3:0       | Sporting Cristal |
| 8 de marzo | Lima         | Sporting Cristal | 1:0       | Deportivo Cuenca |
| 16 de marzo | Pachuca      | Pachuca          | 3:1       | Boca Juniors     |
| 6 de abril | Buenos Aires | Boca Juniors     | 4:0       | Pachuca          |
| 14 de abril | Cuenca       | Deportivo Cuenca | 2:2       | Sporting Cristal |
| 27 de abril | Lima         | Sporting Cristal | 0:3       | Boca Juniors     |
| 27 de abril | Cuenca       | Deportivo Cuenca | 1:1       | Pachuca          |
| 4 de mayo | Pachuca      | Pachuca          | 2:0       | Sporting Cristal |
| 4 de mayo | Buenos Aires | Boca Juniors     | 3:0       | Deportivo Cuenca |

## Fases finales
A partir de aquí, los dieciséis equipos clasificados disputaron una serie de eliminatorias a ida y vuelta, hasta consagrar al campeón.
Las fases finales estuvieron compuestas por cuatro etapas: octavos, cuartos, semifinales y final. Desde esta edición, se modificó el sistema de emparejamiento de los cruces de octavos de final. A los fines de establecer las llaves de dicha etapa, los dieciséis equipos fueron ordenados en dos tablas, una con los clasificados como primeros (numerados del 1 al 8 de acuerdo con su desempeño en la segunda fase, determinada según los criterios de clasificación), y otra con aquellos clasificados como segundos (numerados del 9 al 16, con el mismo criterio), enfrentándose en octavos de final el 1 con el 16, el 2 con el 15, el 3 con el 14, y así sucesivamente. Durante todo el desarrollo de las fases finales, el equipo que ostentara menor número de orden que su rival de turno ejerció la localía en el partido de vuelta.

### Tabla de primeros
| N.º | Equipo                 | Pts. | PJ | PG | PE | PP | GF | GC | DG |
| --- | ---------------------- | ---- | -- | -- | -- | -- | -- | -- | -- |
| 1   | River Plate            | 16   | 6  | 5  | 1  | 0  | 12 | 5  | 7  |
| 2   | Boca Juniors           | 13   | 6  | 4  | 1  | 1  | 14 | 3  | 11 |
| 3   | Santos                 | 12   | 6  | 4  | 0  | 2  | 18 | 10 | 8  |
| 4   | Tigres                 | 12   | 6  | 3  | 3  | 0  | 13 | 5  | 8  |
| 5   | São Paulo              | 12   | 6  | 3  | 3  | 0  | 16 | 9  | 7  |
| 6   | Cerro Porteño          | 12   | 6  | 3  | 3  | 0  | 10 | 4  | 6  |
| 7   | Guadalajara            | 11   | 6  | 3  | 2  | 1  | 10 | 7  | 3  |
| 8   | Independiente Medellín | 10   | 6  | 3  | 1  | 2  | 14 | 8  | 6  |

### Tabla de segundos
| N.º | Equipo               | Pts. | PJ | PG | PE | PP | GF | GC | DG |
| --- | -------------------- | ---- | -- | -- | -- | -- | -- | -- | -- |
| 9   | Banfield             | 11   | 6  | 3  | 2  | 1  | 10 | 9  | 1  |
| 10  | Pachuca              | 10   | 6  | 3  | 1  | 2  | 8  | 9  | –1 |
| 11  | Atlético Paranaense  | 10   | 6  | 3  | 1  | 2  | 8  | 11 | –3 |
| 12  | Palmeiras            | 9    | 6  | 2  | 3  | 1  | 8  | 5  | 3  |
| 13  | Once Caldas          | 9    | 6  | 2  | 3  | 1  | 6  | 4  | 2  |
| 14  | Universidad de Chile | 9    | 6  | 2  | 3  | 1  | 9  | 9  | 0  |
| 15  | Junior               | 9    | 6  | 3  | 0  | 3  | 8  | 9  | –1 |
| 16  | Liga de Quito        | 8    | 6  | 2  | 2  | 2  | 7  | 10 | –3 |

### Cuadro de desarrollo
|  | Octavos de final | Octavos de final        | Octavos de final | Octavos de final    | Octavos de final |   |   | Cuartos de final | Cuartos de final | Cuartos de final | Cuartos de final | Cuartos de final |  |   | Semifinales       | Semifinales       | Semifinales       | Semifinales       | Semifinales       |  |   | Final           | Final           | Final           | Final           | Final           |  |
|  | 17 al 26 de mayo | 17 al 26 de mayo        | 17 al 26 de mayo | 17 al 26 de mayo    | 17 al 26 de mayo |   |   | 1 al 16 de junio | 1 al 16 de junio | 1 al 16 de junio | 1 al 16 de junio | 1 al 16 de junio |  |   | 22 al 30 de junio | 22 al 30 de junio | 22 al 30 de junio | 22 al 30 de junio | 22 al 30 de junio |  |   | 6 y 14 de julio | 6 y 14 de julio | 6 y 14 de julio | 6 y 14 de julio | 6 y 14 de julio |  |
|  |                  |                         |                  |                     |                  |   |   |                  |                  |                  |                  |                  |  |   |                   |                   |                   |                   |                   |  |   |                 |                 |                 |                 |                 |  |
|  |                  |                         |                  |                     |                  |   |   |                  |                  |                  |                  |                  |  |   |                   |                   |                   |                   |                   |  |   |                 |                 |                 |                 |                 |  |
|  | 1                | River Plate             | 1                | 4                   | 5                |   |   |                  |                  |                  |                  |                  |  |   |                   |                   |                   |                   |                   |  |   |                 |                 |                 |                 |                 |  |
|  | 1                | River Plate             | 1                | 4                   | 5                |   |   |                  |                  |                  |                  |                  |  |   |                   |                   |                   |                   |                   |  |   |                 |                 |                 |                 |                 |  |
|  | 16               | Liga de Quito           | 2                | 2                   | 4                |   |   |                  |                  |                  |                  |                  |  |   |                   |                   |                   |                   |                   |  |   |                 |                 |                 |                 |                 |  |
|  | 16               | Liga de Quito           | 2                | 2                   | 4                |   | 1 | River Plate      | 1                | 3                | 4                |                  |  |   |                   |                   |                   |                   |                   |  |   |                 |                 |                 |                 |                 |  |
|  |                  |                         |                  |                     |                  |   | 1 | River Plate      | 1                | 3                | 4                |                  |  |   |                   |                   |                   |                   |                   |  |   |                 |                 |                 |                 |                 |  |
|  |                  |                         | 9                | Banfield            | 1                | 2 | 3 |                  |                  |                  |                  |                  |  |   |                   |                   |                   |                   |                   |  |   |                 |                 |                 |                 |                 |  |
|  | 8                | Independiente Medellín  | 9                | Banfield            | 1                | 2 | 3 | 0                | 0                | 0                |                  |                  |  |   |                   |                   |                   |                   |                   |  |   |                 |                 |                 |                 |                 |  |
|  | 8                | Independiente Medellín  |                  |                     |                  |   |   |                  |                  | 0                |                  |                  |  |   |                   |                   |                   |                   |                   |  |   |                 |                 |                 |                 |                 |  |
|  | 9                | Banfield                | 3                | 2                   | 5                |   |   |                  |                  |                  |                  |                  |  |   |                   |                   |                   |                   |                   |  |   |                 |                 |                 |                 |                 |  |
|  | 9                | Banfield                | 3                | 2                   | 5                |   |   |                  |                  |                  |                  |                  |  | 1 | River Plate       | 0                 | 2                 | 2                 |                   |  |   |                 |                 |                 |                 |                 |  |
|  |                  |                         |                  |                     |                  |   |   |                  |                  |                  |                  |                  |  | 1 | River Plate       | 0                 | 2                 | 2                 |                   |  |   |                 |                 |                 |                 |                 |  |
|  |                  |                         | 5                | São Paulo           | 2                | 3 | 5 |                  |                  |                  |                  |                  |  |   |                   |                   |                   |                   |                   |  |   |                 |                 |                 |                 |                 |  |
|  | 4                | Tigres                  | 5                | São Paulo           | 2                | 3 | 5 | 1                | 2                | 3                |                  |                  |  |   |                   |                   |                   |                   |                   |  |   |                 |                 |                 |                 |                 |  |
|  | 4                | Tigres                  |                  |                     |                  |   |   |                  |                  | 3                |                  |                  |  |   |                   |                   |                   |                   |                   |  |   |                 |                 |                 |                 |                 |  |
|  | 13               | Once Caldas             | 1                | 1                   | 2                |   |   |                  |                  |                  |                  |                  |  |   |                   |                   |                   |                   |                   |  |   |                 |                 |                 |                 |                 |  |
|  | 13               | Once Caldas             | 1                | 1                   | 2                |   | 4 | Tigres           | 0                | 2                | 2                |                  |  |   |                   |                   |                   |                   |                   |  |   |                 |                 |                 |                 |                 |  |
|  |                  |                         |                  |                     |                  |   | 4 | Tigres           | 0                | 2                | 2                |                  |  |   |                   |                   |                   |                   |                   |  |   |                 |                 |                 |                 |                 |  |
|  |                  |                         | 5                | São Paulo           | 4                | 1 | 5 |                  |                  |                  |                  |                  |  |   |                   |                   |                   |                   |                   |  |   |                 |                 |                 |                 |                 |  |
|  | 5                | São Paulo               | 5                | São Paulo           | 4                | 1 | 5 | 1                | 2                | 3                |                  |                  |  |   |                   |                   |                   |                   |                   |  |   |                 |                 |                 |                 |                 |  |
|  | 5                | São Paulo               |                  |                     |                  |   |   |                  |                  | 3                |                  |                  |  |   |                   |                   |                   |                   |                   |  |   |                 |                 |                 |                 |                 |  |
|  | 12               | Palmeiras               | 0                | 0                   | 0                |   |   |                  |                  |                  |                  |                  |  |   |                   |                   |                   |                   |                   |  |   |                 |                 |                 |                 |                 |  |
|  | 12               | Palmeiras               | 0                | 0                   | 0                |   |   |                  |                  |                  |                  |                  |  |   |                   |                   |                   |                   |                   |  | 5 | São Paulo       | 1               | 4               | 5               |                 |  |
|  |                  |                         |                  |                     |                  |   |   |                  |                  |                  |                  |                  |  |   |                   |                   |                   |                   |                   |  | 5 | São Paulo       | 1               | 4               | 5               |                 |  |
|  |                  |                         | 11               | Atlético Paranaense | 1                | 0 | 1 |                  |                  |                  |                  |                  |  |   |                   |                   |                   |                   |                   |  |   |                 |                 |                 |                 |                 |  |
|  | 2                | Boca Juniors            | 11               | Atlético Paranaense | 1                | 0 | 1 | 3                | 4                | 7                |                  |                  |  |   |                   |                   |                   |                   |                   |  |   |                 |                 |                 |                 |                 |  |
|  | 2                | Boca Juniors            |                  |                     |                  |   |   |                  |                  | 7                |                  |                  |  |   |                   |                   |                   |                   |                   |  |   |                 |                 |                 |                 |                 |  |
|  | 15               | Junior                  | 3                | 0                   | 3                |   |   |                  |                  |                  |                  |                  |  |   |                   |                   |                   |                   |                   |  |   |                 |                 |                 |                 |                 |  |
|  | 15               | Junior                  | 3                | 0                   | 3                |   | 2 | Boca Juniors     | 0                | 0                | 0                |                  |  |   |                   |                   |                   |                   |                   |  |   |                 |                 |                 |                 |                 |  |
|  |                  |                         |                  |                     |                  |   | 2 | Boca Juniors     | 0                | 0                | 0                |                  |  |   |                   |                   |                   |                   |                   |  |   |                 |                 |                 |                 |                 |  |
|  |                  |                         | 7                | Guadalajara         | 4                | 0 | 4 |                  |                  |                  |                  |                  |  |   |                   |                   |                   |                   |                   |  |   |                 |                 |                 |                 |                 |  |
|  | 7                | Guadalajara             | 7                | Guadalajara         | 4                | 0 | 4 | 1                | 3                | 4                |                  |                  |  |   |                   |                   |                   |                   |                   |  |   |                 |                 |                 |                 |                 |  |
|  | 7                | Guadalajara             |                  |                     |                  |   |   |                  |                  | 4                |                  |                  |  |   |                   |                   |                   |                   |                   |  |   |                 |                 |                 |                 |                 |  |
|  | 10               | Pachuca                 | 1                | 1                   | 2                |   |   |                  |                  |                  |                  |                  |  |   |                   |                   |                   |                   |                   |  |   |                 |                 |                 |                 |                 |  |
|  | 10               | Pachuca                 | 1                | 1                   | 2                |   |   |                  |                  |                  |                  |                  |  | 7 | Guadalajara       | 0                 | 2                 | 2                 |                   |  |   |                 |                 |                 |                 |                 |  |
|  |                  |                         |                  |                     |                  |   |   |                  |                  |                  |                  |                  |  | 7 | Guadalajara       | 0                 | 2                 | 2                 |                   |  |   |                 |                 |                 |                 |                 |  |
|  |                  |                         | 11               | Atlético Paranaense | 3                | 2 | 5 |                  |                  |                  |                  |                  |  |   |                   |                   |                   |                   |                   |  |   |                 |                 |                 |                 |                 |  |
|  | 3                | Santos                  | 11               | Atlético Paranaense | 3                | 2 | 5 | 1                | 3                | 4                |                  |                  |  |   |                   |                   |                   |                   |                   |  |   |                 |                 |                 |                 |                 |  |
|  | 3                | Santos                  |                  |                     |                  |   |   |                  |                  | 4                |                  |                  |  |   |                   |                   |                   |                   |                   |  |   |                 |                 |                 |                 |                 |  |
|  | 14               | Universidad de Chile    | 2                | 0                   | 2                |   |   |                  |                  |                  |                  |                  |  |   |                   |                   |                   |                   |                   |  |   |                 |                 |                 |                 |                 |  |
|  | 14               | Universidad de Chile    | 2                | 0                   | 2                |   | 3 | Santos           | 2                | 0                | 2                |                  |  |   |                   |                   |                   |                   |                   |  |   |                 |                 |                 |                 |                 |  |
|  |                  |                         |                  |                     |                  |   | 3 | Santos           | 2                | 0                | 2                |                  |  |   |                   |                   |                   |                   |                   |  |   |                 |                 |                 |                 |                 |  |
|  |                  |                         | 11               | Atlético Paranaense | 3                | 2 | 5 |                  |                  |                  |                  |                  |  |   |                   |                   |                   |                   |                   |  |   |                 |                 |                 |                 |                 |  |
|  | 6                | Cerro Porteño           | 11               | Atlético Paranaense | 3                | 2 | 5 | 1                | 2                | 3 (4)            |                  |                  |  |   |                   |                   |                   |                   |                   |  |   |                 |                 |                 |                 |                 |  |
|  | 6                | Cerro Porteño           |                  |                     |                  |   |   |                  |                  | 3 (4)            |                  |                  |  |   |                   |                   |                   |                   |                   |  |   |                 |                 |                 |                 |                 |  |
|  | 11               | Atlético Paranaense (p) | 2                | 1                   | 3 (5)            |   |   |                  |                  |                  |                  |                  |  |   |                   |                   |                   |                   |                   |  |   |                 |                 |                 |                 |                 |  |
|  | 11               | Atlético Paranaense (p) | 2                | 1                   | 3 (5)            |   |   |                  |                  |                  |                  |                  |  |   |                   |                   |                   |                   |                   |  |   |                 |                 |                 |                 |                 |  |
|  |                  |                         |                  |                     |                  |   |   |                  |                  |                  |                  |                  |  |   |                   |                   |                   |                   |                   |  |   |                 |                 |                 |                 |                 |  |

- Nota: En cada llave, el equipo con el menor número de orden es el que definió la serie como local.

### Octavos de final
| 17 de mayo de 2005 | Liga de Quito          | 2:1 (1:1) | River Plate | Estadio Casa Blanca, Quito |                            |
|                    | Urrutia 35' (pen.) 72' | Reporte   | Patiño 40'  | Árbitro(s): Carlos Chandía | Árbitro(s): Carlos Chandía |

| 26 de mayo de 2005 | River Plate                     | 4:2 (2:0) | Liga de Quito               | Estadio Monumental, Buenos Aires                            |                                                             |
|                    | Salas 6' 11' 48' · González 58' | Reporte   | Palacios 46' · Espínola 66' | Asistencia: 43 000 espectadores Árbitro(s): Carlos Amarilla | Asistencia: 43 000 espectadores Árbitro(s): Carlos Amarilla |

| 18 de mayo de 2005 | Banfield                     | 3:0 (0:0) | Independiente Medellín | Estadio Florencio Sola, Banfield |                             |
|                    | Bilos 59' 69' · Ceballos 72' | Reporte   |                        | Árbitro(s): Carlos Amarilla      | Árbitro(s): Carlos Amarilla |

| 24 de mayo de 2005 | Independiente Medellín | 0:2 (0:0) | Banfield                  | Estadio Atanasio Girardot, Medellín  |                                      |
|                    |                        | Reporte   | Barijho 51' · Paletta 70' | Árbitro(s): Wilson de Souza Mendonça | Árbitro(s): Wilson de Souza Mendonça |

| 19 de mayo de 2005 | Once Caldas | 1:1 (0:1) | Tigres     | Estadio Palogrande, Manizales |                             |
|                    | Álvarez 83' | Reporte   | Gaitán 34' | Árbitro(s): Sergio Pezzotta   | Árbitro(s): Sergio Pezzotta |

| 26 de mayo de 2005 | Tigres                       | 2:1 (0:1) | Once Caldas | Estadio Universitario, Monterrey |                            |
|                    | de Nigris 52' · Saavedra 64' | Reporte   | Fabbro 34'  | Árbitro(s): Gustavo Méndez       | Árbitro(s): Gustavo Méndez |

| 18 de mayo de 2005 | Palmeiras | 0:1 (0:0) | São Paulo   | Estadio Palestra Itália, São Paulo |                             |
|                    |           | Reporte   | Cicinho 59' | Árbitro(s): Sálvio Fagundes        | Árbitro(s): Sálvio Fagundes |

| 25 de mayo de 2005 | São Paulo                     | 2:0 (0:0) | Palmeiras | Estadio Morumbi, São Paulo  |                             |
|                    | Ceni 81' (pen.) · Cicinho 89' | Reporte   |           | Árbitro(s): Sálvio Fagundes | Árbitro(s): Sálvio Fagundes |

| 17 de mayo de 2005 | Junior                              | 3:3 (3:1) | Boca Juniors                             | Estadio Metropolitano, Barranquilla |                          |
|                    | Pérez 10' · Arzuaga 13' · Acuña 36' | Reporte   | Schiavi 7' · Palacio 59' · Delgado 90+2' | Árbitro(s): Rubén Selmán            | Árbitro(s): Rubén Selmán |

| 26 de mayo de 2005 | Boca Juniors                              | 4:0 (2:0) | Junior | Estadio La Bombonera, Buenos Aires |                            |
|                    | Guglielminpietro 1' 55' · Palermo 39' 70' | Reporte   |        | Árbitro(s): Carlos Chandía         | Árbitro(s): Carlos Chandía |

| 18 de mayo de 2005 | Pachuca      | 1:1 (1:0) | Guadalajara  | Estadio Hidalgo, Pachuca de Soto |                               |
|                    | Borgetti 26' | Reporte   | Palencia 48' | Árbitro(s): Armando Archundia    | Árbitro(s): Armando Archundia |

| 24 de mayo de 2005 | Guadalajara                        | 3:1 (1:1) | Pachuca     | Estadio Jalisco, Guadalajara |                             |
|                    | Alfaro 35' · Vela 50' · Medina 57' | Reporte   | Santana 15' | Árbitro(s): Gilberto Alcalá  | Árbitro(s): Gilberto Alcalá |

| 19 de mayo de 2005 | Universidad de Chile     | 2:1 (0:0) | Santos         | Estadio Nacional, Santiago |                        |
|                    | Rivarola 50' · Galaz 72' | Reporte   | Ricardinho 57' | Árbitro(s): Óscar Ruiz     | Árbitro(s): Óscar Ruiz |

| 25 de mayo de 2005 | Santos                       | 3:0 (1:0) | Universidad de Chile | Estadio Urbano Caldeira, Santos |                              |
|                    | Flávio 34' · Robinho 72' 89' | Reporte   |                      | Árbitro(s): Horacio Elizondo    | Árbitro(s): Horacio Elizondo |

| 19 de mayo de 2005 | Atlético Paranaense | 2:1 (1:0) | Cerro Porteño  | Arena da Baixada, Curitiba   |                              |
|                    | Lima 30' · Cléo 50' | Reporte   | dos Santos 48' | Árbitro(s): Gabriel Brazenas | Árbitro(s): Gabriel Brazenas |

| 26 de mayo de 2005 | Cerro Porteño                                 | 2:1 (2:1) (4:5 p.)         | Atlético Paranaense                             | Estadio General Pablo Rojas, Asunción                  |                                                        |
|                    | dos Santos 6' · Salcedo 38'                   | Reporte                    | Lima 9'                                         | Asistencia: 35 000 espectadores Árbitro(s): Óscar Ruiz | Asistencia: 35 000 espectadores Árbitro(s): Óscar Ruiz |
|                    |                                               | Tiros desde el punto penal |                                                 |                                                        |                                                        |
|                    | Inca · Grana · dos Santos · Sarabia · Salcedo |                            | Alan Bahia · Fabrício · Baloy · Marín · Evandro |                                                        |                                                        |

### Cuartos de final
| 2 de junio de 2005 | Banfield  | 1:1 (0:1) | River Plate | Estadio Florencio Sola, Banfield |                              |
|                    | Bilos 55' | Reporte   | Gallardo 9' | Árbitro(s): Horacio Elizondo     | Árbitro(s): Horacio Elizondo |

| 16 de junio de 2005 | River Plate                 | 3:2 (3:1) | Banfield                | Estadio Monumental, Buenos Aires |                              |
|                     | Farías 28' 32' · Zapata 35' | Reporte   | Bilos 34' · Barijho 48' | Árbitro(s): Gabriel Brazenas     | Árbitro(s): Gabriel Brazenas |

| 1 de junio de 2005 | São Paulo                             | 4:0 (2:0) | Tigres | Estadio Morumbi, São Paulo |                            |
|                    | Ceni 30' 58' · Luizão 39' · Souza 61' | Reporte   |        | Árbitro(s): Daniel Giménez | Árbitro(s): Daniel Giménez |

| 15 de junio de 2005 | Tigres          | 2:1 (0:0) | São Paulo | Estadio Universitario, Monterrey |                             |
|                     | Silvera 61' 74' | Reporte   | Souza 87' | Árbitro(s): Héctor Baldassi      | Árbitro(s): Héctor Baldassi |

| 2 de junio de 2005 | Guadalajara                                          | 4:0 (1:0) | Boca Juniors | Estadio Jalisco, Guadalajara |                           |
|                    | García 45+2' · Bravo 55' · Alfaro 60' · Bautista 67' | Reporte   |              | Árbitro(s): Carlos Torres    | Árbitro(s): Carlos Torres |

| 14 de junio de 2005 | Boca Juniors | 0:0     | Guadalajara | Estadio La Bombonera, Buenos Aires |                            |
|                     |              | Reporte |             | Árbitro(s): Martín Vázquez         | Árbitro(s): Martín Vázquez |

| 1 de junio de 2005 | Atlético Paranaense                 | 3:2 (2:2) | Santos                      | Arena da Baixada, Curitiba           |                                      |
|                    | Evandro 25' · Marcão 40' · Lima 71' | Reporte   | Ricardinho 12' · Deivid 44' | Árbitro(s): Wilson de Souza Mendonça | Árbitro(s): Wilson de Souza Mendonça |

| 15 de junio de 2005 | Santos | 0:2 (0:1) | Atlético Paranaense | Estadio Urbano Caldeira, Santos |                          |
|                     |        | Reporte   | Aloísio 16' 52'     | Árbitro(s): Carlos Simon        | Árbitro(s): Carlos Simon |

### Semifinales
| 22 de junio de 2005 | São Paulo                    | 2:0 (0:0) | River Plate | Estadio Morumbi, São Paulo |                            |
|                     | Danilo 77' · Ceni 89' (pen.) | Reporte   |             | Árbitro(s): Gustavo Méndez | Árbitro(s): Gustavo Méndez |

| 29 de junio de 2005 | River Plate            | 2:3 (1:1) | São Paulo                            | Estadio Monumental, Buenos Aires |                          |
|                     | Farías 35' · Salas 84' | Reporte   | Danilo 11' · Amoroso 59' · Fabão 80' | Árbitro(s): Rubén Selmán         | Árbitro(s): Rubén Selmán |

| 23 de junio de 2005 | Atlético Paranaense                          | 3:0 (2:0) | Guadalajara | Arena da Baixada, Curitiba |                          |
|                     | Aloísio 22' · Fernandinho 44' · Fabrício 78' | Reporte   |             | Árbitro(s): Rubén Selmán   | Árbitro(s): Rubén Selmán |

| 30 de junio de 2005 | Guadalajara             | 2:2 (1:0) | Atlético Paranaense | Estadio Jalisco, Guadalajara |                           |
|                     | Palencia 24' 86' (pen.) | Reporte   | Lima 68' 80'        | Árbitro(s): Carlos Torres    | Árbitro(s): Carlos Torres |

### Final
| Ida; 6 de julio de 2005, 21:45 (UTC-3) | Atlético Paranaense | 1:1 (1:0) | São Paulo         | Estadio Beira-Rio, Porto Alegre |                             |
|                                        | Aloísio 15'         | Reporte   | Durval 52' (a.g.) | Árbitro(s): Jorge Larrionda     | Árbitro(s): Jorge Larrionda |

| Vuelta; 14 de julio de 2005, 21:45 (UTC-3) | São Paulo                                           | 4:0 (1:0) | Atlético Paranaense | Estadio Morumbi, São Paulo                                   |                                                              |
|                                            | Amoroso 16' · Fabão 52' · Luizão 70' · Tardelli 89' | Reporte   |                     | Asistencia: 71 986 espectadores Árbitro(s): Horacio Elizondo | Asistencia: 71 986 espectadores Árbitro(s): Horacio Elizondo |

|                               |
|                               |
| Campeón São Paulo 3.er título |

## Estadísticas

### Goleadores
| Jugador                 | Club                | Goles |
| ----------------------- | ------------------- | ----- |
| Santiago Salcedo        | Cerro Porteño       | 9     |
| Martín Arzuaga          | Junior              | 6     |
| Daniel Bilos            | Banfield            | 6     |
| Omar Bravo              | Guadalajara         | 6     |
| Ernesto Farías          | River Plate         | 6     |
| Lima                    | Atlético Paranaense | 6     |
| Martín Palermo          | Boca Juniors        | 6     |
| Ricardinho              | Santos              | 6     |
| Robinho                 | Santos              | 6     |
| Rogério Ceni            | São Paulo           | 5     |
| Deivid                  | Santos              | 5     |
| Andrés Guglielminpietro | Boca Juniors        | 5     |
| Luizão                  | São Paulo           | 5     |
| Francisco Palencia      | Guadalajara         | 5     |
| Rodrigão                | Santo André         | 5     |